# Metastenasellus leleupi
Metastenasellus leleupi är en kräftdjursart som först beskrevs av Claude Chappuis1951.  Metastenasellus leleupi ingår i släktet Metastenasellus och familjen Stenasellidae. Inga underarter finns listade i Catalogue of Life.